# Getal van Jakob
Het getal van Jakob is een dimensieloos getal dat de verhouding tussen warmtecapaciteit en verdampingswarmte weergeeft.
{\displaystyle Ja={C_{p}\rho _{l}\Delta T_{s} \over H_{v}\rho _{v}}}
Cp = Warmtecapaciteit bij constante druk [J K−1 kg−1]
ρl = Dichtheid vloeistof [kg m−3]
ρv = Dichtheid damp [kg m−3]
Δ Ts = Temperatuursverschil [K]
Hv = Verdampingswarmte [J kg−1]
Het getal is genoemd naar Max Jakob (1879-1955), een Duitse natuurkundige.